# Tofet de Cartago
El tofet de Cartago, también llamado tofet de Salambó, es una antigua área sagrada dedicada a las deidades fenicias Tanit y Baal, ubicada en el barrio cartaginés de Salambó, cerca de los puertos púnicos. Este tofet «híbrido de santuario y de necrópolis» comprende un gran número de tumbas de niños que, de acuerdo a interpretaciones, habrían sido sacrificados o enterrados en ese lugar después de su muerte prematura. El perímetro forma parte del sitio arqueológico de Cartago, clasificado como Patrimonio de la Humanidad por la Unesco.
La cuestión del destino de estos niños está fuertemente vinculada con la religión fenicia y púnica, pero principalmente a la forma como los ritos religiosos fueron percibidos por los judíos en el caso de los fenicios o por los romanos durante los conflictos que los opusieron a los cartagineses. De hecho, el término «tofet» designa originalmente un lugar cercano a Jerusalén, sinónimo del infierno: ese nombre que procede de las fuentes bíblicas induce a una interpretación macabra de los rituales que se supone tuvieron lugar y corrobora una hipótesis compartida por los interlocutores que revelaron fuentes sobre los fenicios en general y sobre los púnicos en particular: la religión en Cartago era «infernal». En fecha más reciente, el imaginario colectivo ha sido alimentado por la novela de Gustave Flaubert Salambó (1862), cuyo nombre proviene del barrio donde fue descubierto el santuario. El cómic, que cuenta las aventuras de Alix escritas por Jacques Martin, retoma esta interpretación. 
La mayor dificultad para determinar la causa de los entierros reside en el hecho de que las únicas fuentes escritas que se refieren al rito del sacrificio de niños no proceden de la ciudad de Cartago, sino del extranjero. Por su parte, las fuentes arqueológicas —estelas y cippos— están sujetas a múltiples interpretaciones. Por mucho tiempo, el debate ha estado vivo y aún no existe un consenso amplio entre los diversos historiadores que han estudiado el tema. 

## Breve historia del descubrimiento

### Inicios
Desde hace tiempo, se conoce la presencia de estelas en el sitio. Los primeros indicios conocidos datan de 1817. De hecho, las estelas estaban repartidas en todo el sitio arqueológico de Cartago por la dispersión que siguió a la destrucción de 146 a. C. y las operaciones de urbanismo que removieron el suelo para construir la ciudad romana.
Por otra parte, en la historia de Cartago, se debe dar un lugar especial al cargamento del Louvre, así como del naufragio del Magenta, buque insignia de la flota del Mediterráneo hundido en Tolón el 31 de octubre de 1875, tras un incendio seguido de una explosión. A bordo se encontraban más de 2.000 estelas púnicas y otras piezas, tales como la estatua de la emperatriz Vibia Sabina, esposa del emperador romano Adriano (117-138). Las piezas arqueológicas habían sido cargadas en el puerto de La Goleta, luego de las excavaciones llevadas a cabo por Pricot de Sainte Marie, intérprete en el consulado general de Francia en Túnez, con autorización del bey Muhammad III ibn al Husayn. Después del naufragio, los buzos recuperaron una parte de las estelas y de la estatua; las piezas arqueológicas terminaron dispersas entre diversas colecciones, como la de la Biblioteca Nacional de Francia. En cuanto a los restos, fueron dinamitados para que no impidieran el acceso al puerto. Bajo doce metros de fondo, lo que subsistía de los restos se fue sedimentado poco a poco. Tres campañas arqueológicas se llevaron a cabo en 1995-1998 por Max Guerout y el Grupo de investigación en arqueología naval, para recuperar las estelas y la cabeza de la estatua. En abril-mayo de 1995, la cabeza de la estatua fue encontrada; dos años más tarde, en abril-mayo de 1997, aparecieron unos 60 fragmentos de estelas y fragmentos de la estatua. Finalmente, en 1998, 77 fragmentos de estelas fueron extraídas a la superficie.
Entre los precursores, se debe destacar el rol desempeñado por Jean Herszek Spiro (1847-1914), pastor protestante y profesor en el Liceo Sadiki, quien volvió a Lausana con 19 estelas y redactó una obra sobre Les inscriptions et les stèles votives de Carthage (Las inscripciones y las estelas votivas de Cartago, 1895). No existe indicación alguna del descubrimiento del tofet ni en las excavaciones de Pricot de Sainte Marie ni por los descubrimientos de Spiro. A lo sumo, el primero mencionó el descubrimiento de estelas reutilizadas en las murallas de la época romana. Todos estos restos, que provenían primitivamente del tofet, habían sido objeto de un cambio desde la Antigüedad y nadie estaba buscando un lugar específico donde pudiera encontrarse. Las colecciones arqueológicas de Spiro procedían sobre todo de una investigación epigráfica. Un descubrimiento fortuito haría cambiar la comprensión de toda una sección de la topografía de la Cartago púnica.

### Descubrimiento de 1921

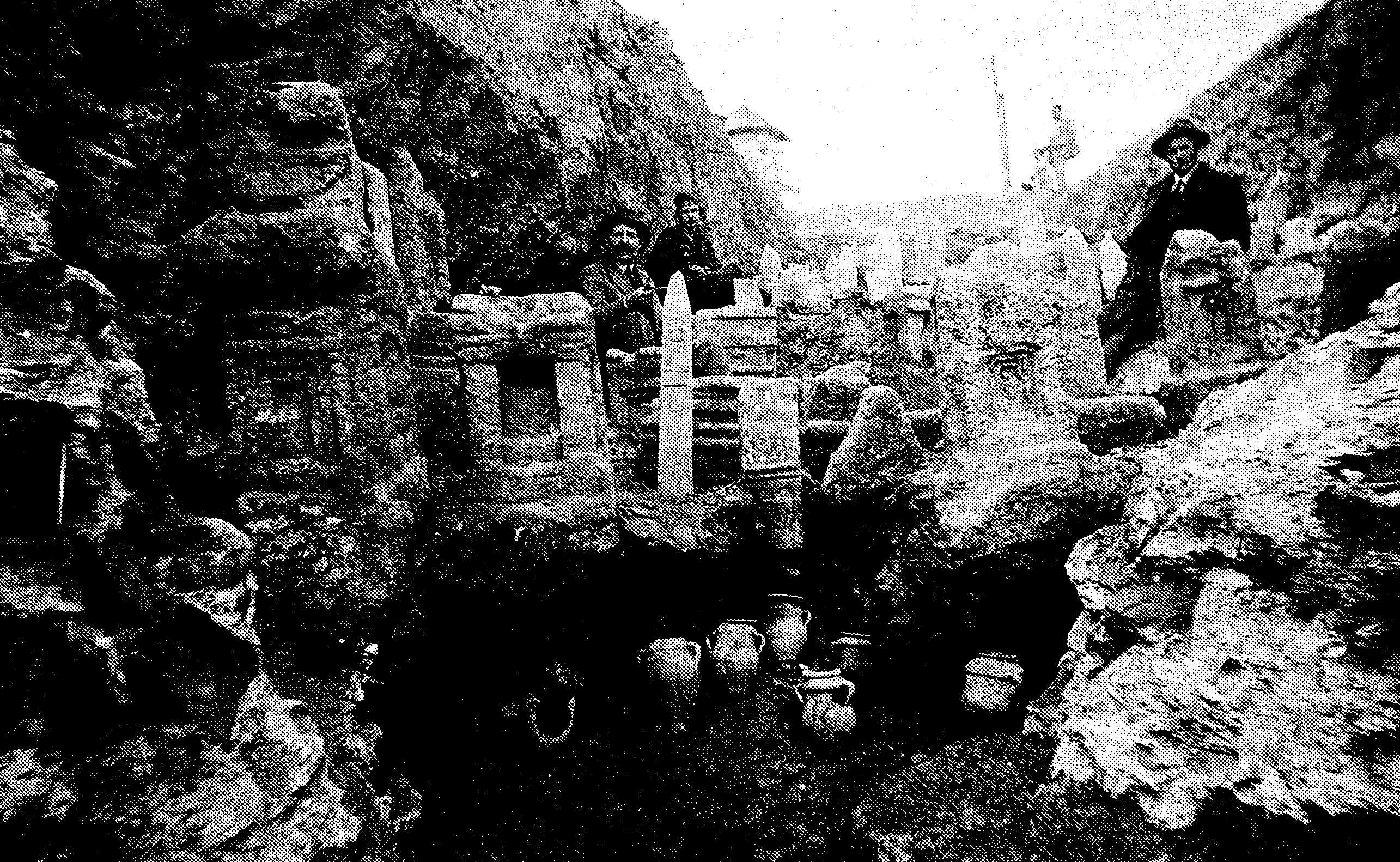
Excavaciones del tofet de 1921.

En 1921, se descubrió la estela del sacerdote en el marco de unas excavaciones arqueológicas clandestinas, muy comunes en aquella época. Una estela de caliza, sobre la cual aparecía un adulto con un sombrero típico de los kohanim (sacerdotes púnicos), una túnica púnica y que sostenía en sus brazos a un niño, fue presentada ante los coleccionistas de antigüedades Paul Gielly y François Icard, funcionarios franceses destacados en Túnez. Frente a una pieza que parecía confirmar en todo sentido los datos bíblicos y de ciertos autores clásicos, los dos aficionados decidieron poner fin a la clandestinidad para que ningún descubrimiento pudiera escapar a los arqueólogos e historiadores, Compraron el terreno y empezaron a excavarlo hasta el otoño de 1922.
La primera excavación estadounidense, dirigida por Kelsey y Harden en 1925, brindó una comprensión global de la organización del sitio. Lamentablemente, la muerte de Kelsey en 1927 tuvo como consecuencia la cancelación de esta serie de excavaciones. En cuanto al padre Lapeyre, un padre blanco, excavó un terreno vecino en 1934-1936 y recolectó material arqueológico y epigráfico diverso, pero sin precisiones estratigráficas que permitieran comprender el contexto del descubrimiento.

### Excavaciones recientes: de Pierre Cintas a la campaña internacional de la Unesco

#### «Capilla Cintas» y lugar de culto

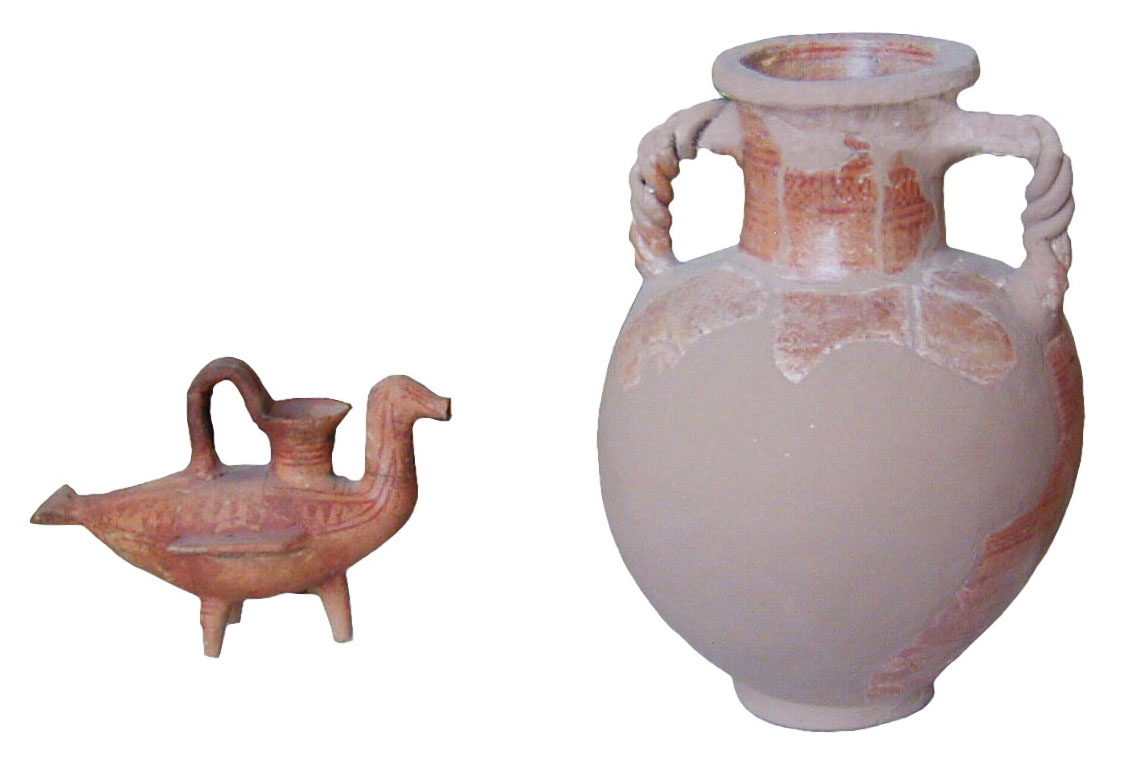
Una parte del mobiliario de la capilla Cintas expuesto en el Museo Nacional de Cartago.

Desde el final de la Segunda Guerra Mundial, el arqueólogo Pierre Cintas efectuó excavaciones sobre el sitio arqueológico y descubrió en 1947 uno de los elementos que planteó en su momento una enorme controversia: el elemento denominado «capilla Cintas» en honor de su descubridor. Rodeado de ladrillo en una cámara de aproximadamente 1 m², lo que fue interpretado como un depósito de fundación que estaba conformado de piezas de cerámica de diversos orígenes del siglo VIII a. C., es decir, el elemento más antiguo de la presencia fenicia en esta región. Estos han sido ampliamente estudiados y se descubrió que fueron colocados en las fisuras en el suelo. Las complejidades de la datación de las cerámicas en particular, manifiestamente egea para una parte de ellas, permitió un fechado menos antiguo que el propuesto por primera vez por Cintas.

#### Últimas excavaciones estadounidenses
Las últimas excavaciones, ligadas a la campaña internacional de excavaciones emprendida por la Unesco, tuvieron lugar entre 1976 y 1979 bajo la dirección de las American Schools of Oriental Research (ASOR) y Lawrence E. Stager. Como un balance de las excavaciones se demostró el uso continuo del sitio durante seis siglos, con una superficie estimada de 6000 m², con 20 000 urnas encontradas en los diversos estratos.

Tan pronto como el área sagrada estuvo totalmente ocupado, fue recubierta de tierra y los testimonios recomenzaron en el nivel superior.

Los restos descubiertos, desde las primeras excavaciones, han sido objeto de análisis forenses y los resultados han presentado más problemas que dado respuestas a las insistentes preguntas que se planteaban los especialistas.

### Fuentes antiguas

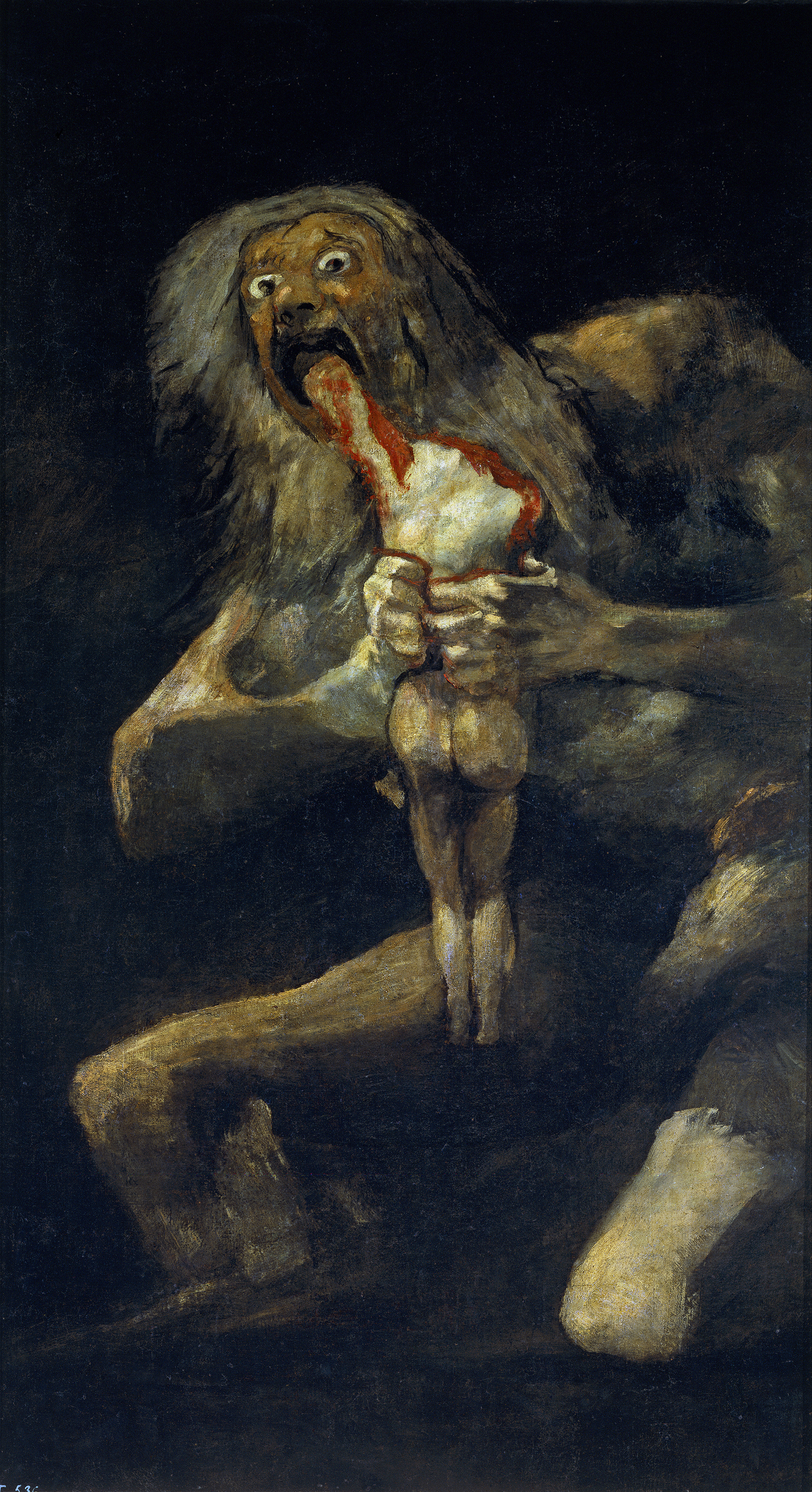
El mito de Saturno devorando a su hijo, pintado por Francisco de Goya.

### Debates actuales

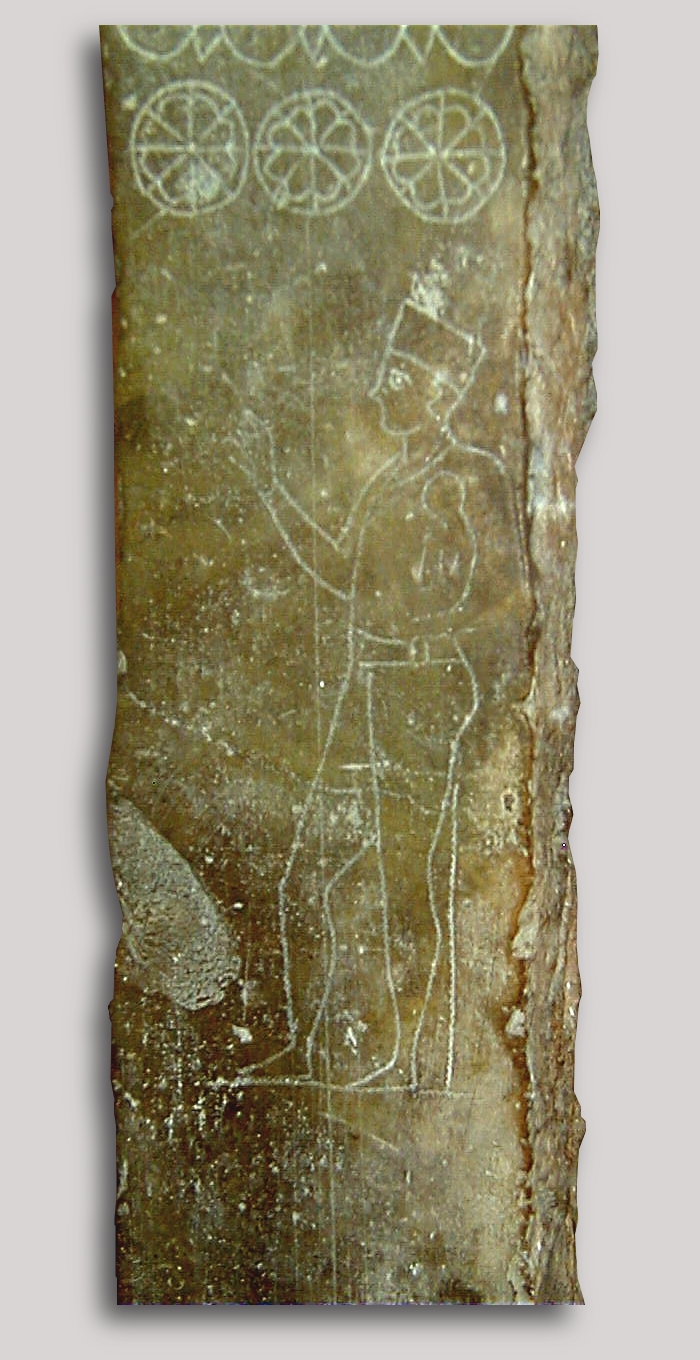
Estela del sacerdote conservada en el Museo Nacional del Bardo.

## Interpretación del sitio arqueológico